# Gabriele Wetzko
Gabriele Wetzko, née le 28 août 1954 à Leipzig, est une ancienne nageuse est-allemande.

## Biographie
En 1969, elle fait partie du relais 4 × 100 m nage libre qui bat le record d'Europe de la distance à Budapest en août 1969. Elle est championne d'Europe du 100 m nage libre lors des championnats de 1970, troisième Allemande de l'Est à la suite à remporter ce titre.
Aux Jeux olympiques d'été de 1968 puis aux Jeux de 1972, elle fait partie des deux relais 4 × 100 m nage libre médaillés d'argent,. En 1968, elle termine 5e du 400 m nage libre en 4 min 40 s 02.

## Palmarès

### Championnats d'Europe
- Championnats d'Europe 1970 à Barcelone (Espagne)
  -  Médaille d'or du 100 m nage libre
  -  Médaille d'or du 200 m nage libre
  -  Médaille d'or du relais 4 × 100 m nage libre
  -  Médaille d'or du relais 4 × 100 m 4 nages